# Kuke (Saaremaa)
Kuke is een plaats in de Estlandse gemeente Saaremaa, provincie Saaremaa. De plaats heeft de status van dorp (Estisch: küla).
Tot in december 2014 behoorde Kuke tot de gemeente Kaarma, tot in oktober 2017 tot de gemeente Lääne-Saare en sindsdien tot de fusiegemeente Saaremaa.

## Bevolking
Het dorp had 17 inwoners op 31 december 2011 en ook 17 inwoners op 31 december 2021.

## Geschiedenis
Kuke werd voor het eerst genoemd in 1618 onder de naam Kucke Hans, een boerderij op het landgoed van Kaarma. In 1782 wordt een dorp Kucke genoemd.
In 1977 werd Kuke bij Asuküla gevoegd. In 1997 werd het weer een zelfstandig dorp.